# Canton de Saint-Hippolyte
Le canton de Saint-Hippolyte est une ancienne division administrative française, située dans le département du Doubs et la région Franche-Comté.

## Administration

### Conseillers généraux de 1833 à 2015
| Période | Période                  | Identité                                   | Étiquette                    | Qualité                                                                                            |
| ------- | ------------------------ | ------------------------------------------ | ---------------------------- | -------------------------------------------------------------------------------------------------- |
| 1833    | 1852                     | Auguste-Joseph-Donat de Blondeau           | Gauche                       | Ancien colonel de la Garde Nationale Propriétaire à Saint-Hippolyte Député (1831-1836)             |
| 1852    | 1855                     | Pierre-Charles-Philippe Pourcelot          |                              | Docteur en médecine à Saint-Hippolyte                                                              |
| 1855    | 1868 (décès)             | Auguste-Joseph-Donat de Blondeau           | Gauche                       | Ancien colonel de la Garde Nationale Maître de forges, maire de Saint-Hippolyte Député (1831-1836) |
| 1868    | 1871 (décès)             | Clément-Joseph Molard                      |                              | Ingénieur des Ponts et Chaussées à Paris                                                           |
| 1872    | 1883                     | Stanislas de Blondeau                      | Droite                       | Maire de Saint-Hippolyte                                                                           |
| 1883    | 1913 (décès)             | Charles Borne                              | Radical Modéré               | Docteur en médecine Maire de Saint-Hippolyte Député (1898-1903) Sénateur (1903-1913)               |
| 1913    | 1919                     | Marc Réville                               | Gauche radicale              | Avocat Député (1903-1919) Maire de Montécheroux (1896-1919) Ministre (juin 1914)                   |
| 1919    | 1924 (décès)             | Charles Eugène Lamy (1862-1924)            | Droite                       | Notaire à Saint-Hippolyte                                                                          |
| 1925    | 1940                     | Louis Lamy (1891-1955, fils du précédent)  | Union Nationale Républicaine | Notaire, maire de Saint-Hippolyte (1935-1945) Nommé conseiller départemental en 1943               |
|         |                          |                                            |                              | |
| 1945    | 1955 (décès)             | Louis Lamy                                 | PRL puis DVD                 | Ancien maire de Saint-Hippolyte                                                                    |
| 1955    | 1973                     | Michel Lamy (1921-2006, fils du précédent) | DVD                          | Notaire à Saint-Hippolyte                                                                          |
| 1973    | 1974 (décès)             | Marcel Journot (1909-1974)                 | PS                           | Menuisier Maire de Bief                                                                            |
| 1974    | 23 décembre 1995 (décès) | Roger Macabrey (1921-1995)                 | RPR                          | Agriculteur, exploitant forestier Maire de Glère                                                   |
| 1996    | 2011                     | André Péquignot                            | DVD puis UMP                 | Forestier Maire de Bief                                                                            |
| 2011    | 2015                     | Serge Cagnon                               | UMP                          | Retraité Maire de Saint-Hippolyte                                                                  |

### Conseillers d'arrondissement (de 1833 à 1940)
| Période                                  | Période | Identité                   | Étiquette                    | Qualité |
| ---------------------------------------- | ------- | -------------------------- | ---------------------------- | --- |
| 1833                                     | 1848    | M. Monnot                  |                              | Propriétaire à Vaufrey                                                                                      |
| 1848                                     |         | M. Corne                   |                              | |
|                                          |         |                            |                              | |
| 1919                                     | 1922    | Gustave Fiérobe            | Rad.                         | Propriétaire à Montancy                                                                                     |
| 1922                                     | 1934    | Alix Hierlé                | Union nationale républicaine | Cultivateur, maire de Montandon                                                                             |
| 1934                                     | 1940    | Henri Macabrey (1886-1964) | URD                          | Cultivateur à Glère                                                                                         |
| 1940                                     |         |                            |                              | Les conseils d'arrondissement ont été suspendus par la loi du 12 octobre 1940 et n'ont jamais été réactivés |
| Les données manquantes sont à compléter. |         |                            |                              | |

## Composition
Ce canton était composé des vingt communes suivantes :
| Nom                          | Code Insee | Intercommunalité                     | Superficie (km2) | Population (dernière pop. légale) | Densité (hab./km2) |
| ---------------------------- | ---------- | ------------------------------------ | ---------------- | --------------------------------- | ------------------ |
| Saint-Hippolyte (chef-lieu)  | 25519      | CC du Pays de Maîche                 | 11,01            | 909 (2014)                        | 83                 |
| Bief                         | 25061      | CC du Pays de Maîche                 | 3,81             | 102 (2014)                        | 27                 |
| Burnevillers                 | 25102      | CC du Pays de Maîche                 | 6,74             | 45 (2014)                         | 6,7                |
| Chamesol                     | 25114      | CC du Pays de Maîche                 | 10,21            | 384 (2014)                        | 38                 |
| Courtefontaine               | 25174      | CC du Pays de Maîche                 | 7,70             | 244 (2014)                        | 32                 |
| Dampjoux                     | 25192      | CA Pays de Montbéliard Agglomération | 2,31             | 183 (2014)                        | 79                 |
| Fleurey                      | 25244      | CC du Pays de Maîche                 | 8,04             | 90 (2014)                         | 11                 |
| Froidevaux                   | 25261      | CC du Pays de Sancey-Belleherbe      | 3,98             | 67 (2014)                         | 17                 |
| Glère                        | 25275      | CC du Pays de Maîche                 | 15,93            | 221 (2014)                        | 14                 |
| Indevillers                  | 25314      | CC du Pays de Maîche                 | 22,81            | 230 (2014)                        | 10                 |
| Liebvillers                  | 25335      | CC du Pays de Maîche                 | 3,03             | 167 (2014)                        | 55                 |
| Montancy                     | 25386      | CC du Pays de Maîche                 | 8,86             | 148 (2014)                        | 17                 |
| Montandon                    | 25387      | CC du Pays de Maîche                 | 12,71            | 403 (2014)                        | 32                 |
| Montécheroux                 | 25393      | CC du Pays de Maîche                 | 13,13            | 592 (2014)                        | 45                 |
| Montjoie-le-Château          | 25402      | CC du Pays de Maîche                 | 5,39             | 31 (2014)                         | 5,8                |
| Les Plains-et-Grands-Essarts | 25458      | CC du Pays de Maîche                 | 10,35            | 225 (2014)                        | 22                 |
| Soulce-Cernay                | 25551      | CC du Pays de Maîche                 | 8,55             | 120 (2014)                        | 14                 |
| Les Terres-de-Chaux          | 25138      | CC du Pays de Maîche                 | 14,49            | 145 (2014)                        | 10                 |
| Valoreille                   | 25584      | CC du Pays de Maîche                 | 7,58             | 128 (2014)                        | 17                 |
| Vaufrey                      | 25591      | CC du Pays de Maîche                 | 9,37             | 157 (2014)                        | 17                 |

## Démographie
| 1962  | 1968  | 1975  | 1982  | 1990  | 1999  | 2006  | 2011  | 2012  |
| ----- | ----- | ----- | ----- | ----- | ----- | ----- | ----- | ----- |
| 5 203 | 4 881 | 4 404 | 4 396 | 4 375 | 4 317 | 4 319 | 4 510 | 4 562 |